# 南海フェリー

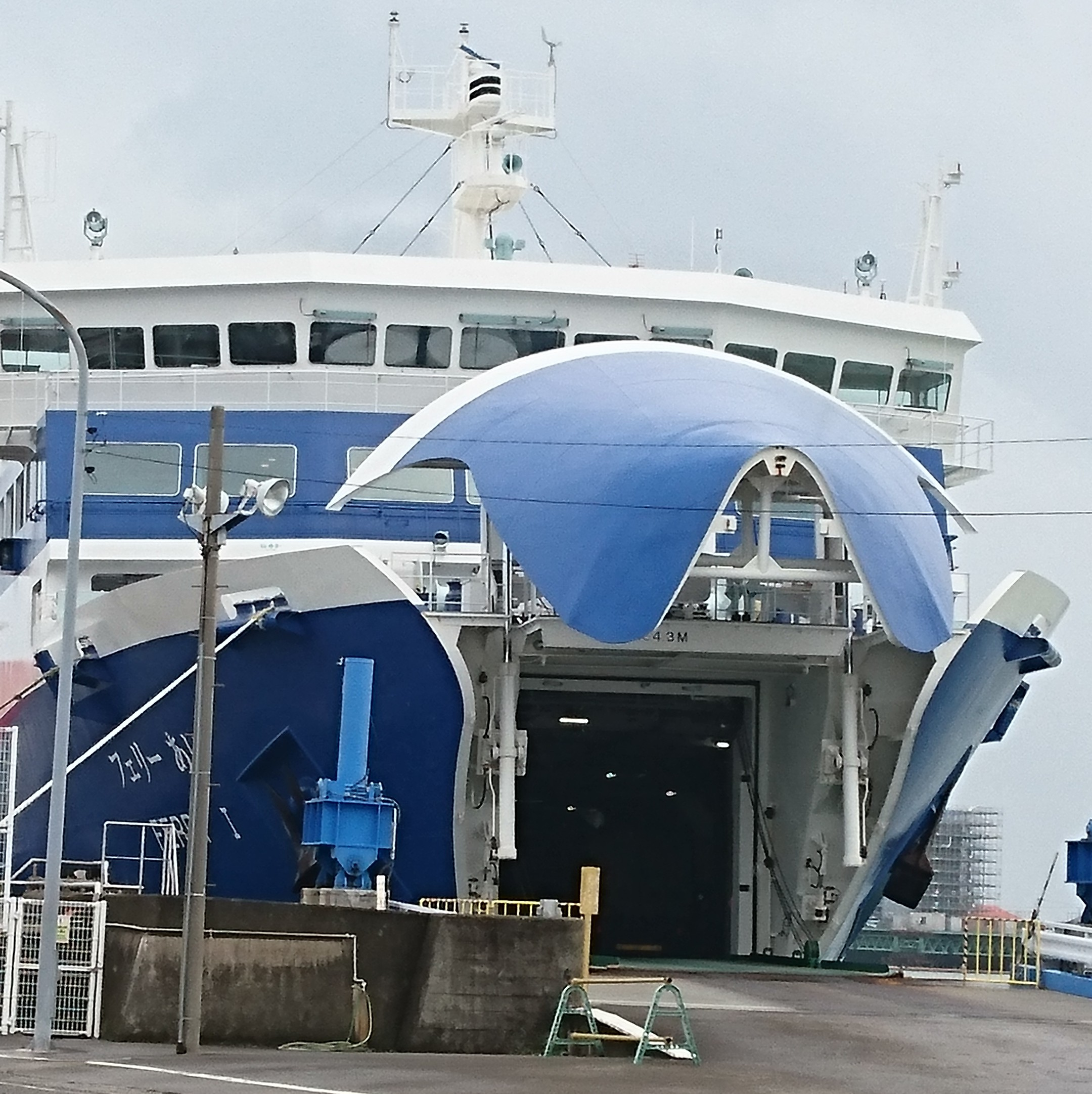
徳島港に停泊中の「フェリーあい」（2020年7月）

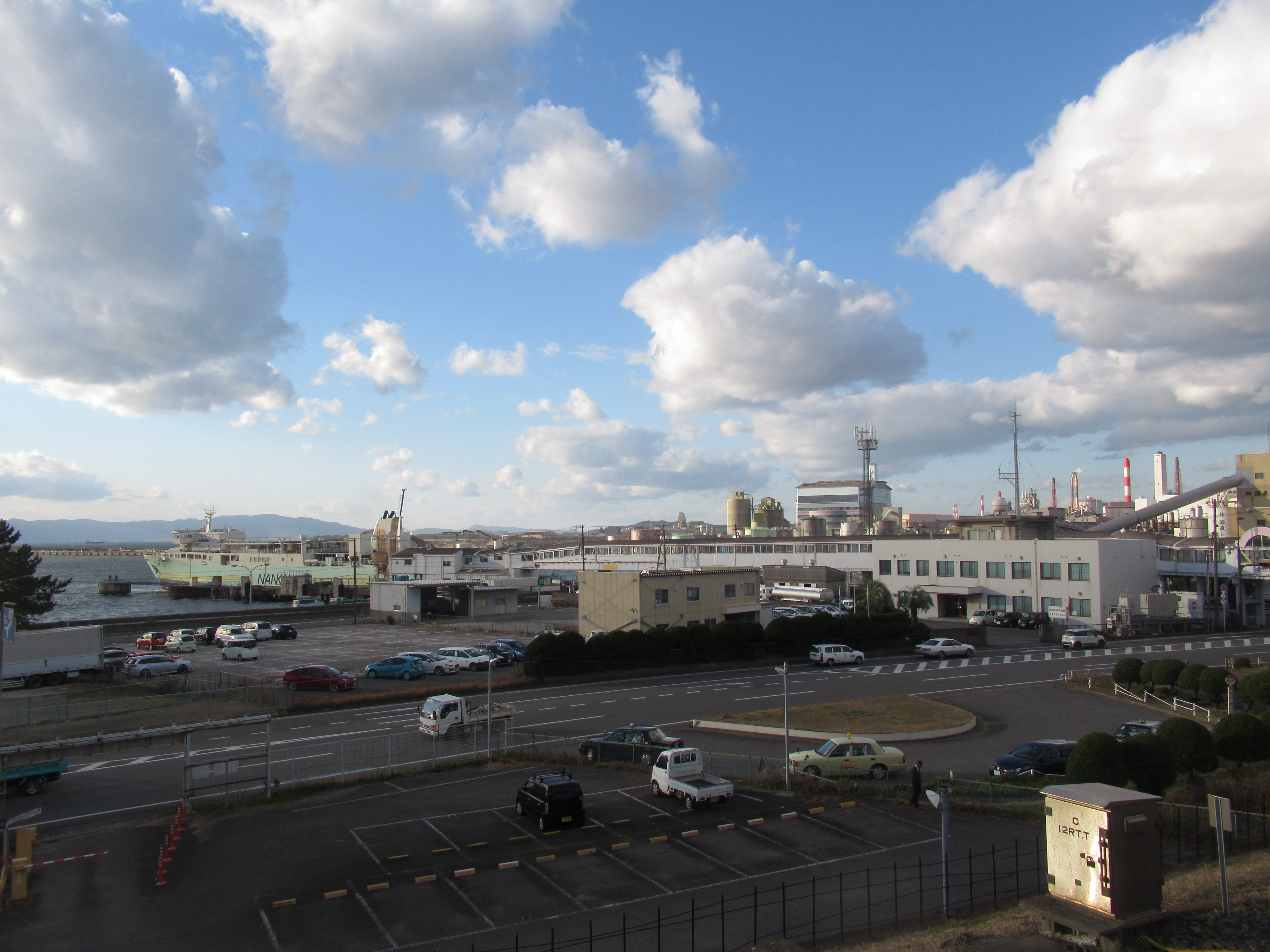
和歌山港駅から見た港。右から左に向かって連絡通路が伸びている。写真には写っていないが、手前の道路もまたいで駅に直結している。

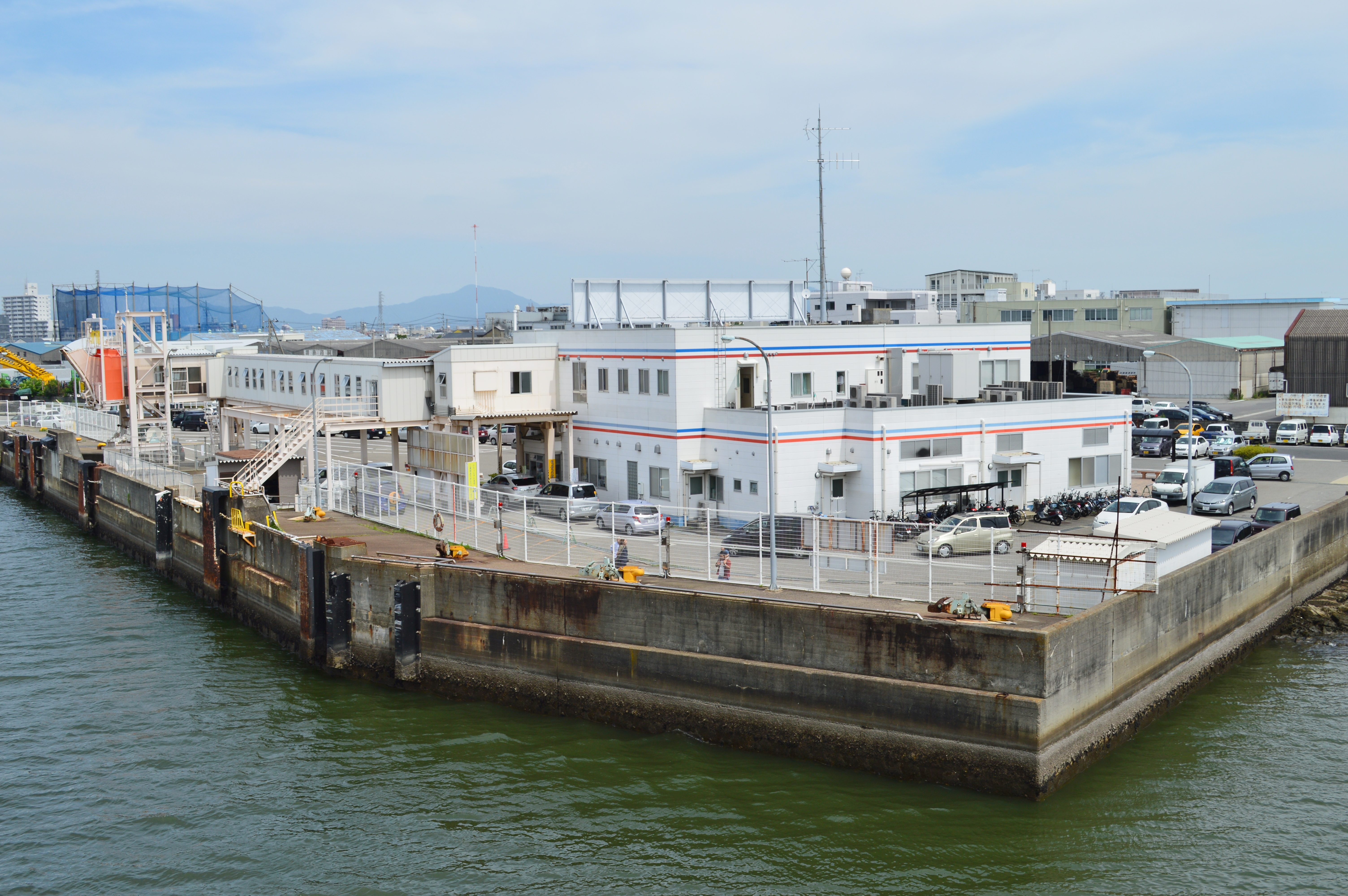
徳島港のりば

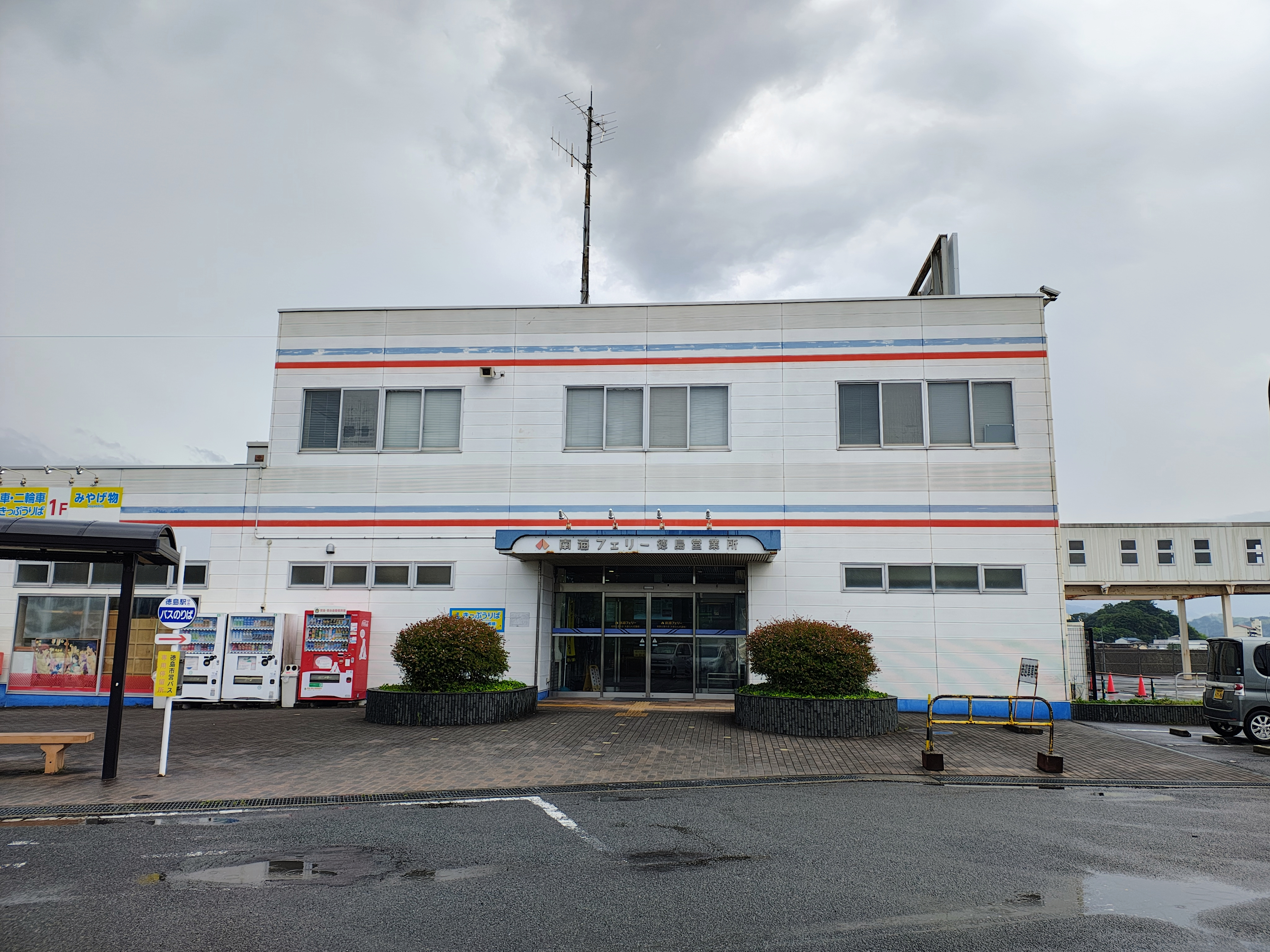
徳島港のりば（正面）

南海フェリー株式会社（なんかいフェリー、英: Nankai Ferry Co., Ltd.）は、日本の海運会社である。本社所在地は和歌山県和歌山市湊2835番地の1。南海電気鉄道の100%子会社であり南海グループに属している。南海淡路ライン株式会社が解散した2007年以降、南海グループで唯一の海運会社となっている。
和歌山県和歌山市の和歌山港（和歌山下津港和歌山本港区）と徳島県徳島市の徳島港（徳島小松島港徳島港区）を結ぶフェリーを運航している。

## 概要
和歌山側のみ鉄道路線（南海和歌山港線の和歌山港駅）と連絡している。徳島側も徳島県小松島市の小松島港（徳島小松島港小松島港区）発着時代には鉄道路線（国鉄小松島線の小松島駅）と連絡しており、本州側の南海線と四国側の国鉄線をつなぐ鉄道連絡船として機能していた。徳島側では1985年3月に小松島線が廃止され、1999年4月に徳島港発着に変更された。
1998年4月の神戸淡路鳴門自動車道開通により、関西以東の本州側における本四連絡の主要ルートが和歌山市経由の海路から神戸市経由の陸路へ移行したが、南海電鉄と南海フェリーによる大阪市の難波 - 和歌山港 - 小松島港（1999年4月以降は徳島港）間の「南海四国ライン」は、長年にわたり本四連絡の主要ルートの一つだった。かつてほどの活況ではなくなったものの、和歌山港駅と南海フェリー和歌山港のりばを直結する連絡通路は健在で、南海フェリーとの接続を考慮したダイヤによる南海和歌山港線の連絡運輸は現在も実施されており、和歌山側は鉄道との結びつきが強い。1995年1月に発生した阪神・淡路大震災で山陽新幹線や山陽本線が長期不通となった時は、四国内の交通とあわせて四国の他地域と関西以東を結ぶ迂回ルートの一つにもなった。
便数や所要時間の面で高速バスに対抗しきれていないが、明石海峡大橋を筆頭に膨大な建設費を要した神戸淡路鳴門自動車道の通行料金が非常に高額であるため、貨物自動車（トラック）やマイカー利用者に焦点をあてた利用客の増加に努めている。鉄道利用者に向けても、南海本線直通運転はもとより、南海空港線関西空港駅を含む南海電鉄全駅で利用可能な割引乗車乗船券「好きっぷ」をはじめとする各種割引制度の導入など、グループを挙げて可能な限りの対策がとられている。また、和歌山市・徳島市との3者連携による割引クーポンや利用促進チラシの配布も行われている。なお、南海グループのバス会社（南海バス・徳島バス・四国交通）も徳島県内各地と大阪市内や関西空港を結ぶ高速バスを運行している。
和歌山側では当初有料道路だった紀の川河口大橋が2010年に無料開放、第二阪和国道が2017年4月に全線開通、徳島側でも徳島南部自動車道の徳島沖洲ICが2021年3月に供用開始、2022年3月に徳島JCTまで開通するなど、自動車によるフェリーのりばへのアクセスも向上している。

## 歴史
南海フェリーの前身である南海汽船時代も含めて歴史をまとめる。
- 1935年（昭和10年）- 紀淡連絡汽船株式会社設立[3]。
  - 加太 - 由良 - 洲本航路を運航。
- 1947年（昭和22年）- 南海電気鉄道の関連会社となる[3]。
  - 加太 - 友ヶ島航路の運航を開始。
- 1951年（昭和26年）3月16日 - 社名を南海観光汽船株式会社に変更する。
  - 深日 - 小松島航路から関西汽船が撤退するにあたり、運航を引き継いだ[4]。
- 1956年（昭和31年）
  - 5月6日 - 和歌山 - 小松島航路開設。同時に深日 - 小松島航路は廃止[4]。
  - 11月 - 南海汽船株式会社に社名を変更する。
- 1958年（昭和33年）1月26日 - 南海丸遭難事故が発生し、旅客139名・乗組員28名全員が死亡もしくは行方不明となる。
- 1962年（昭和37年）4月7日 - 水中翼船「つばさ丸」による大阪 - 神戸 - 和歌山 - 白浜航路開設[5]。
- 1964年（昭和39年）12月25日 - 和歌山 - 小松島航路にフェリー「きい丸」が就航、自動車航送を開始する[4]。
- 1969年（昭和44年）- 和歌山 - 小松島航路にフェリー「なると丸」が就航[6]。
- 1971年（昭和46年）6月1日 - 南汽観光株式会社設立[7]。加太 - 友ヶ島航路を移管。
- 1973年（昭和48年）5月1日 - 和歌山 - 小松島航路に「フェリーわか丸」が就航、全便フェリー化[4]。
- 1975年（昭和50年）
  - 8月20日 - 南海フェリー株式会社を設立する。
  - 12月 - 和歌山 - 小松島航路の運営が南海汽船から南海フェリーに譲渡される。
- 1983年（昭和58年）7月18日 - 和歌山 - 小松島航路に高速船航路を新設する。
- 1985年（昭和60年）
  - 3月14日 - 国鉄小松島線が廃止され、小松島港側の鉄道連絡がなくなる[8]。
  - 11月1日 - 高速船航路を和歌山 - 徳島間に移設する。
- 1986年（昭和61年）7月 - 和歌山 - 小松島航路に「フェリーたちばな」が就航する。
- 1989年（平成元年）3月 - 和歌山 - 小松島航路に「フェリーくまの」が就航する。
- 1991年（平成3年）12月 - 和歌山 - 小松島航路に「フェリーよしの」が就航する。
- 1992年（平成4年）12月 - 和歌山 - 徳島航路に高速船「あるご」が就航する。
- 1997年（平成9年）7月 - 和歌山 - 小松島航路に「フェリーつるぎ」が就航する。
- 1998年（平成10年）4月5日 - 明石海峡大橋が開通。この影響で利用客が大幅に減少する。
- 1999年（平成11年）
  - 4月 - フェリー航路を和歌山 - 徳島間に移設するとともに、りんくうフェリー（泉佐野 - 徳島）の運航開始に伴い減便する。
  - 10月 - 新造船「フェリーかつらぎ」が就航するとともに、りんくうフェリーが航路休止（後に廃止）となったため便数が12往復に戻る。
- 2002年（平成14年）2月1日 - 利用客の減少に伴い、高速船事業を廃止。以降は和歌山 - 徳島間のフェリー航路のみとなる。
- 2006年（平成18年）10月 - 燃料高騰に伴い減便し、一日12往復のうち夜間2往復は繁忙期のみ運航となる。
- 2007年（平成19年）4月 - 燃料高騰及び利用者の減少に伴い減便し、平日9往復・休日8往復（多客期は9往復）の運航となる。同時に「フェリーくまの」が運用から離脱・退役し、「フェリーかつらぎ」「フェリーつるぎ」による2隻での運航となる。
- 2008年（平成20年）12月1日 - さらなる燃料高騰に伴い、上下第1便を通年運休[9]とする。また、年末年始の一部便を休航とする事が発表される[10]。なお、年末年始の運航についてはその後、各年ごとに需要を考慮しての判断に変更されている[11]。
- 2019年（平成31年）2月1日 - 燃料油価格変動調整金制度を導入する[12]。
- 2019年（令和元年）12月15日 - 新造船「フェリーあい」が就航するとともに、「フェリーつるぎ」が引退する。
- 2020年（令和2年）
  - 4月26日 - 新型コロナウイルス感染症拡大による乗客減により、この日から同年5月10日までの日曜・祝日の上下2便・3便が休航の臨時運航ダイヤとなる[13]。
  - 5月11日 - 臨時運航ダイヤの見直しにより、この日から5月24日までの毎日、3往復休航の1日5往復となる[14]。
  - 6月3日 ‐ この日から1日5往復の臨時運航ダイヤが6月17日まで継続となる[15]。
  - 6月18日 ‐ この日から7月17日まで臨時運航ダイヤが6往復になると同時に、平日・土曜日ダイヤと日曜日・祝日ダイヤのパターンとなる[16]。
  - 7月18日 ‐ この日から通常ダイヤでの運航が再開[17]。
- 2021年（令和3年）
  - 4月28日 - 新型コロナウイルス感染症拡大による乗客減により、5月2日 - 5月9日までの日曜・祝日の上下2便・3便が休航、5月10日 - 5月25日まではさらに減便し1日4往復の臨時運航ダイヤとなる[18][19]。
- 2022年（令和4年）
  - 3月25日 - 航路に於ける日本初のVisaカードタッチ決済乗り継ぎが開始される[20]。
- 2023年（令和5年）
  - 10月1日 - 旅客運賃および特殊手荷物運賃が値上げされる[21]。好きっぷについても同日から値上げとなる[22]。
  - 12月13日 - 前述のカードタッチ決済乗り継ぎの対象カードが従来からのVisaに加え「JCB」「American Express」「Diners」「Discover」「銀聯」も利用可能となる[23]。
- 2024年（令和6年）
  - 1月4日 - 貨物車限定の始発便（下り2便・上り2便）早乗りサービスが開始[24]。
  - 1月14日 - この日限りで船内売店の営業が終了[25]。
  - 1月15日 - グリーン席のWEB予約が開始[26]。
- 2025年（令和7年）
  - 3月4日 - 前述のカードタッチ決済乗り継ぎの対象カードにMastercardが追加され利用可能となる[27]。

## 航路

### 就航中の航路
- 南海四国ライン
  - 区間：和歌山港 - 徳島港（フェリーターミナル）
  - 所要時間：約2時間（便によって2時間5分 - 2時間20分）
  - 便数：実質8往復[28] ※終夜運航
    - 和歌山港発の下り2便（2時40分発）・3便（5時30分発）と、徳島港発の上り9便（21時50分発）の1.5往復を除く全便が和歌山港駅発着の南海電車と接続している。
    - フェリー（貨客船）にて運航している。

### 過去に就航していた航路
すべて旅客船航路である。
- 南海徳島シャトルライン
  - 区間：和歌山港 - 徳島港（沖洲マリンターミナル）
  - 所要時間：約1時間
  - 便数：最盛期は1日9便

高速船にて運航。1983年8月に運航開始したが、1985年3月の国鉄小松島線廃止を受け、同年11月に徳島港発着に変更された。以降はスピードアップと増便を重ね（最盛期には9往復となった）、一時期には年間30万人を超える乗船者を記録していた。しかし、1998年4月5日に明石海峡大橋が開通すると同時に徳島 - 大阪間の高速バスが兵庫県経由で開業した事から、和歌山県経由で四国を往復する利用客が減少し、5往復に減便や運賃割引などの対策を実施したが状況は改善できず、2002年1月31日の運航を最後に廃止された。
- 深日 - 小松島

1948年に関西汽船が開設した船車連絡航路で、同社の撤退後、南海観光汽船が一日1往復を運航。当時の難波 - 小松島間の所要時間は5時間15分を要した。和歌山航路の開設で廃止された。
- 加太 - 由良 - 洲本
- 深日 - 由良 - 洲本[30]

紀淡連絡汽船以来の航路。
1964年8月の時点で、深日 - 洲本間、深日 - 由良間に各一日1往復が運航されていた。
- (深日 - )加太 - 友ヶ島

戦後開放された友ヶ島への観光航路。
1964年8月の時点で一日8往復が運航されていた。のちに南汽観光に移管。2023年現在は加太 - 友ヶ島を友ヶ島汽船が季節運航。
- 大阪 - 神戸 - 和歌山 - 白浜

1960年に日立造船が試験用に輸入したイタリア製の水中翼船を使用し、1962年に国内初の水中翼船航路として開設。1964年の時点で阪神 - 白浜間、和歌山 - 白浜間に各一日1往復が運航されていた。

## 船舶

### 就航中の船舶

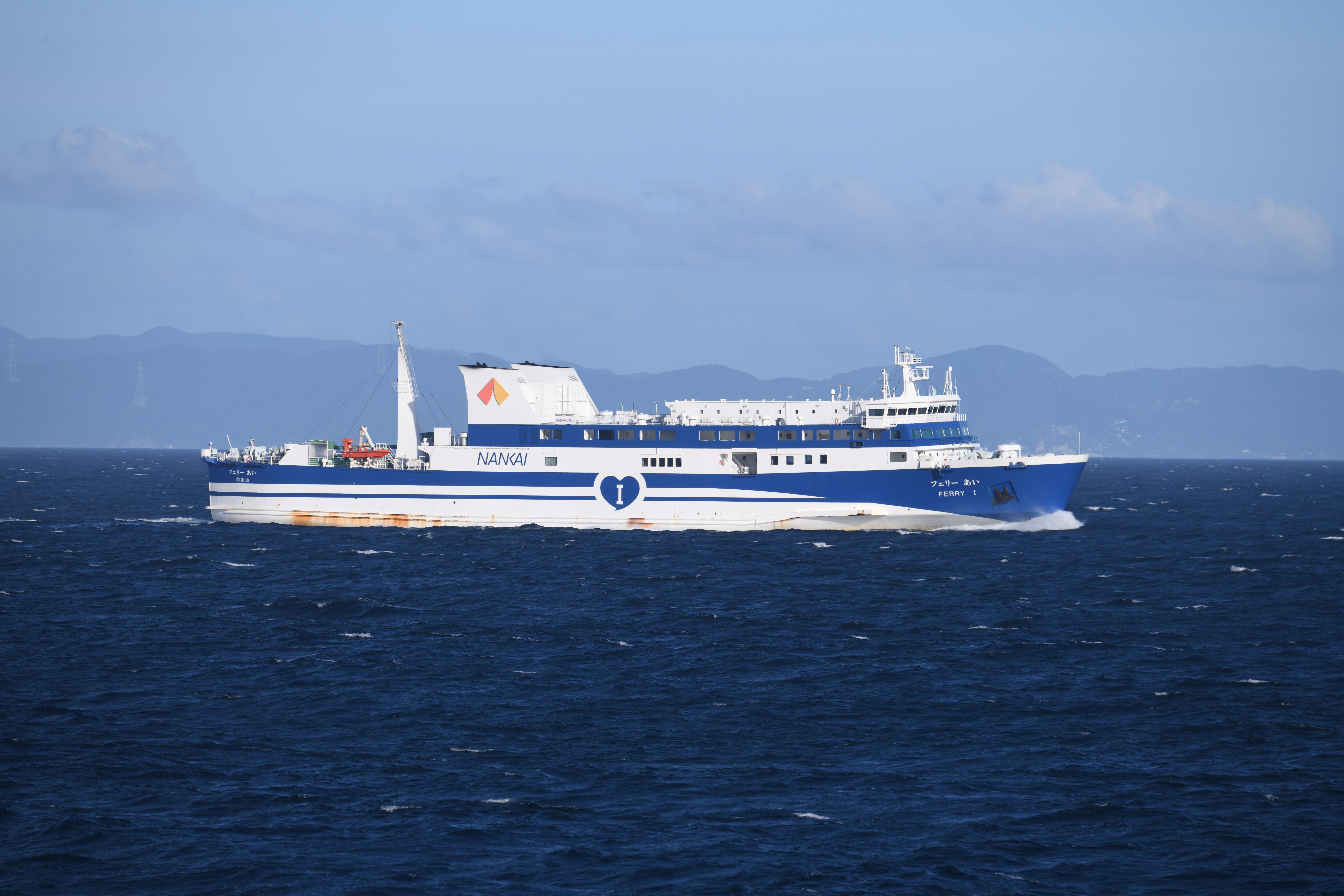
フェリーあい

いずれも貨客船（フェリー）。船内には普通船室の他にグリーン席（リクライニングシート）が設けられている。また、ドライバー室も設置されている。
- フェリーかつらぎ

1998年6月竣工、1999年10月就航、2005年改造。2,571総トン、全長108.00m、幅17.50m、出力5,400ps×2基、航海速力18.7ノット（最大21.6ノット）。
旅客定員450名。車両積載数：大型トラック26台（乗用車換算156台）。臼杵造船所（臼杵）建造。鉄道建設・運輸施設整備支援機構と共有。
- フェリーあい[33]

2019年12月3日竣工、12月15日就航。
2,825総トン、全長108.00m、幅17.50m、出力4,600ps×2基、航海速力21.46ノット。
旅客定員427名。車両積載数：8トントラック換算37台。サノヤス造船水島造船所建造。
※2017年6月、サノヤス造船に2,800総トン型のフェリーを発注。2018年秋より建造を開始し同社としては約20年ぶりのフェリー建造再開となった。

### 過去に就航していた船舶

#### 旅客船
- 南海丸 → なると丸[37]

1956年4月30日竣工、日立造船向島工場建造。
495総トン、全長51.0m、型幅8.1m、型深さ3.6m、ディーゼル1基、機関出力1,040ps、航海速力13.5ノット。
旅客定員470名(特二等52名、二等62名、三等356名)。
1958年1月26日、淡路島南方沖で時化により沈没、乗客乗員全員が犠牲となる大惨事（南海丸遭難事故）になった。
引き揚げ修復後、「なると丸」に改名。1964年宇和島運輸に売船、「わかくさ丸」と改名。
- わか丸[38]

1957年4月20日竣工、日立造船向島工場建造。
506.74総トン、全長47.49m、幅8.10m、深さ3.60m、ディーゼル1基、機関出力1,040ps、航海速力13.50ノット。
旅客定員528名
1973年、フィリピンに売船。
- 須磨丸[38]

1948年8月18日竣工、1959年6月5日就航、川崎重工業泉州工場建造。
1,207.48総トン、全長61.15m、幅10.30m、深さ5.00m、航海速力13.50ノット。
旅客定員1,020名。
もと川崎汽船建造、関西汽船(用船)、宇和島運輸を経て日海運輸より買船。
1973年、フェリー化に伴い引退、フィリピンに売船、"Green Leaves"と改名。
- よしの丸[39]

1963年3月5日竣工、日立造船桜島工場建造。
1,241総トン、全長64.1m、型幅10.8m、型深さ4.6m、ディーゼル2基、機関出力2,080ps、航海速力14.7ノット。
旅客定員716名、船底部にアンチローリングタンクを装備。
1974年フィリピン"Aboitiz Shipping"に売船、"Juan"と改名、1981年7月マニラ湾で火災事故を起こし全損。

#### フェリー

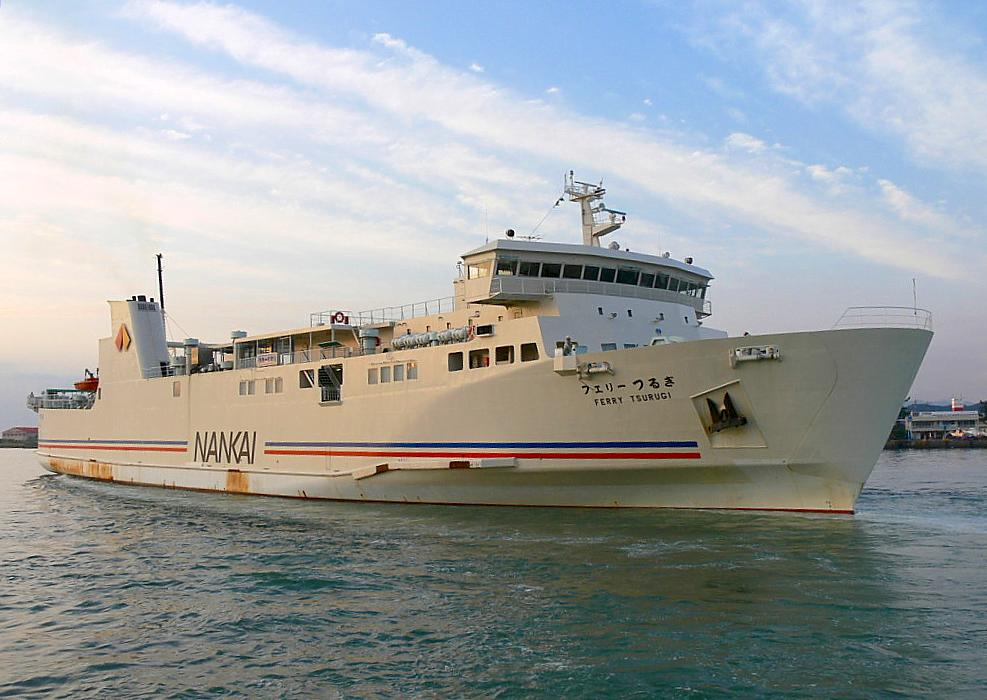
徳島港を出港する「フェリーつるぎ」（2005年9月）

- きい丸[40]

1964年12月竣工、同25日就航、日立造船桜島工場建造。フェリー化第一船。1986年7月引退。
1,619.36総トン、全長73.87m、型幅12.70m、型深さ5.10m、ディーゼル4基、機関出力3,320ps、航海速力14ノット。
旅客定員720名、大型バス10台。
- なると丸[40]

1969年12月竣工、同月10日就航、田熊造船建造。1989年3月引退。
1,619.12総トン、全長77.32m、型幅12.70m、型深さ9.70m、ディーゼル4基、機関出力5,800ps、航海速力16.5ノット。
旅客定員720名、大型バス10台。
- フェリーわか丸[40]

1973年4月竣工、同年5月1日就航、内海造船田熊工場建造。船舶整備公団共有船。1991年12月引退。
1,651.98総トン、全長77.67m、型幅12.70m、型深さ9.75m、ディーゼル4基、機関出力6,400ps、航海速力16.7ノット。
旅客定員720名、大型バス16台。
- フェリーたちばな[41]

1986年7月竣工、同30日就航、新浜造船所建造。きい丸の代船。船舶整備公団共有船。1997年7月引退、大阪湾フェリーに転配。
1,412総トン、全長80.10m、型幅13.50m、型深さ10.10m、ディーゼル2基、機関出力6,000ps、航海速力16.70ノット。
旅客定員520名、トラック16〜17台。
- フェリーくまの[41]

1989年3月竣工、同23日就航、新浜造船所（阿南）建造。なると丸の代船。2007年4月引退。
2,137総トン、全長92.95m、型幅16.00m、型深さ10.20m、ディーゼル2基、機関出力9,000ps、航海速力18.5ノット（最大20.5ノット）。
旅客定員430名。車両積載数：トラック12台・乗用車24台・バス4台。
引退後、フィリピンのセブフェリーに売却され改造、CEBU FERRY 1として就航。企業グループ再編により、2012年に船名をST.AUGUSTINE OF HIPPOと変更、現在は2GOで運航されている。
- フェリーよしの

1991年12月24日就航、1999年10月引退。2,185総トン、全長94.30m、幅16.0m、出力9,000ps、航海速力18.5ノット（最大20.6ノット）。
旅客定員430名。車両積載数：トラック12台・乗用車24台・バス4台。新浜造船所（阿南）建造。
フェリーわか丸の代船。2000年にインドネシアの国営船舶会社ペルニへ売却されEGONとして運航している。
- フェリーつるぎ

1996年11月竣工、1997年7月就航、2005年改造。2,604総トン、全長108.00m、幅17.50m、出力5,400ps×2基、航海速力18.7ノット（最大21.6ノット）。
旅客定員450名。車両積載数：大型トラック26台（乗用車換算156台）。臼杵造船所（臼杵）建造。鉄道建設・運輸施設整備支援機構と共有。
フェリーあい就航に伴い、2019年12月15日引退。フェリーたちばなの代船。

#### 高速船
- マリンホーク

1983年7月18日就航、1992年12月引退。283総トン、全長40.90m、幅10.80m、出力2,540ps×2基、航海速力28.5ノット（最大31.15ノット）。
旅客定員280名。三井造船（玉野）建造。三井スーパーマランCP30。
- あるご

1992年12月25日就航、2002年1月31日引退。294総トン、全長43.00m、幅10.80m、出力3,600ps×2基、航海速力35.3ノット（最大39.3ノット）。
旅客定員300名。三井造船（玉野）建造。三井スーパーマランCP30MkIII。
マリンホークの代船。のち台湾に売却され、台東 - 緑島で「綠島之星二號」という船名で就航している。

## 運賃
2024年4月1日現在。詳細は公式サイトを参照。
旅客
- 大人：片道2,500円（小児半額）
  - 往復の場合、復路運賃が0.5割引（期限は往路乗船日より14日間、但し南海電鉄との連絡券は4日間）[44]。後述のWEB割は復路運賃の割引適用外。
  - グリーン券：WEB予約で500円（乗船後の船内購入および繁忙期は1,000円。小児半額）[45]。

特殊手荷物（燃油調整金別途必要）
- 自動二輪：3,400円（排気量125cc超または定格出力1.0kw超）
- 原動機付自転車：2,200円（排気量125cc以下または定格出力1.0kw以下）
- 軽車両（自転車など）：1,600円
  - なお、特殊手荷物と共に乗船しようとする場合、旅客部分の往復割引を除き一切の特典・割引制度（後述の社会実験を含む）が利用できない。また、予約を行っていない他、自動車が優先となっており、満車となった場合は乗船できない[46]。

自動車（燃油調整金別途必要）
長さ (m) を基準とした体系となっており、運転者1名の旅客運賃を含む。
- 7,600円（3m未満）から1m単位で増額。
  - 往路の乗船券控えを提示した場合、同乗者を含め復路運賃が0.5割引（期限は往路乗船日より14日間）。後述のWEB割およびWEB早割14は復路運賃の割引適用外。

### 主な特典・割引制度
回数券・企画乗車券など
- 乗用車ミニ回数券 - 自動車で利用する旅客向けに発行。4回分の料金で5回利用できる。購入日を含めて4か月間有効。
- 好きっぷ - 南海電鉄全駅への乗車券とのセット券。航路の無割引旅客運賃と同額で片道のみ発売。南海電鉄側でも同一条件の企画乗車券を発売している（名称など詳細は当該項目を参照）。
- 高野山参拝者向けなどのセット券 - 和歌山港からのタクシー又はバス利用券がセットになっている。

割引制度
- WEB割引[47]
  - WEB割 - 南海フェリー公式WEBサイトで出航時刻の3時間前までに予約決済の乗客に適用される割引。基本運賃から0.5割引。
  - WEB早割14 - 南海フェリー公式WEBサイトで乗船14日前までに予約決済の対象車（4m未満〜6m未満の乗用車）および車両定員内の同乗者乗客に適用される特別割引。便により割引金額に差異がある[48]。燃油調整金別途必要。

※何れのWEB割引も片道のみとなる（復路運賃の割引適用外）。
- JAFと提携した割引 - 自動車で利用する旅客向けに適用。会員証の提示で0.5割引（対象外の期間あり）[44]。

#### 近年廃止された優待制度・提携割引等
- フェリーポイントカード

徒歩で利用する旅客向けに発行。1回の乗船ごとにスタンプが1個押印され、1枚の台紙にスタンプ6個を集めると片道無料乗船券1枚と交換できた。ただし、各種割引乗船券（往復割引を除く）や徒歩以外での乗船（特殊手荷物や自動車を一緒に載せる場合）は対象外となっていた。2015年9月30日に押印を終了し、乗船券または粗品との交換を2018年9月30日に終えた。
- NASL（ナッスル）カード

自動車で利用する旅客向けに発行。利用金額に応じたポイントを貯める事により運賃に充当できる他、関西や四国各地の施設入場料が割引になる特典もあった。2011年（平成23年）11月末日をもってポイント付与を終了、翌年9月末日をもってすべてのサービスを終了した。
- スルッとKANSAI 3dayチケット利用者向けの割引

徒歩で利用する旅客向けに適用され、同券を提示し付属の優待券を提出する事で乗船料金が2割引になっていた。2016年12月限りで発売・利用共に終了。
- 企画乗車券「ワイド3・3・SUNフリーきっぷ」

南海および近鉄・名鉄グループの鉄道・バス・船などが乗り放題（一部例外あり）の企画乗車券「ワイド3・3・SUNフリーきっぷ」が当航路も使用可能であり、徳島市から愛知県豊橋市まで乗り継ぐ事が可能であった。2006年3月末限りで発売終了。
- 他の航路と提携した割引[44]
  - ジャンボフェリー - 自動車で利用する旅客向けに適用された。それぞれの乗船半券（1か月以内）を提示した場合は1割引、四国遍路の納経帳を合わせて提示した場合は2割引となっていた。2023年3月31日限りで終了。
  - 宇和島運輸 - 自動車で利用する旅客向けに適用された。それぞれの乗船半券（1か月以内）及び四国遍路の納経帳を合わせて提示した場合は2割引となっていた。2023年3月31日限りで終了。
- 一部のコンビニエンスストアでは、旅客のみ・自動車それぞれの乗船券を販売していた。2023年12月28日限りで終了[52]。
- ポルトヨーロッパ利用者向けのセット券（徳島営業所のみで発売）[53]。2025年3月31日限りで終了[54]。
- ニューレオマワールド利用者向けのセット券（和歌山営業所のみで発売）[55]。2025年3月31日限りで終了[56]。
- 学生割引

割引を指定している学校の学生・生徒向けに適用されていた。学校学生生徒旅客運賃割引証を提示する事で旅客運賃が2割引になっていた。また、南海線と組み合わせた乗車券を購入する場合、もしくはフェリーと鉄道の営業キロの合計が101km以上の場合は、鉄道旅客運賃も2割引になっていた。2025年3月31日限りで終了。

### 乗車船券の販売状況
南海電鉄主要駅の自動券売機では、鉄道（発駅 - 和歌山港駅）とフェリーを組み合わせた乗車船券を発売している（スルッとKANSAIに対応していた駅ではカードでの購入も可能）。また、徳島港の窓口ではフェリーと鉄道（和歌山港駅 - 南海線各駅）を組み合わせた乗車船券が販売されている。但し、自動券売機では南海本線・高野線（汐見橋線区間を除く）・空港線の乗車券のみ購入できる（各支線及び水間鉄道線への連絡乗車券は窓口での販売）。

### 社会実験
2009年7月18日から8月31日まで、和歌山県と徳島県及び南海フェリーがそれぞれ1億円ずつを負担し、高速道路におけるいわゆる「1,000円高速」などの料金割引に対抗した運賃割引の社会実験を行った。この実験では、条件を満たした乗用車について自動車航送運賃（運転者1名の旅客運賃を含む）を1,000円としていた。その後、この結果を踏まえた割引を同年9月1日から翌2010年3月31日までの土曜・日曜・祝日及び年末年始にも行った。
割引にあたっての主な条件としては、6m未満の軽自動車又は普通車である事や、和歌山・徳島いずれかのナンバーであること、または他の都道府県ナンバー装着車で和歌山か徳島のいずれかの県内にて宿泊したことを証明するものを持参することとしていた。
また、2023年10月1日から2024年2月29日まで、徳島県内に事業所を有する法人（但し協同組合を除く）および個人事業者の貨物用途の長さ6m以上のトラックを対象とした「和歌山徳島航路モーダルシフト推進事業」として、最大13,000円＋燃油調整金相当額の助成が行われた。

## アクセス

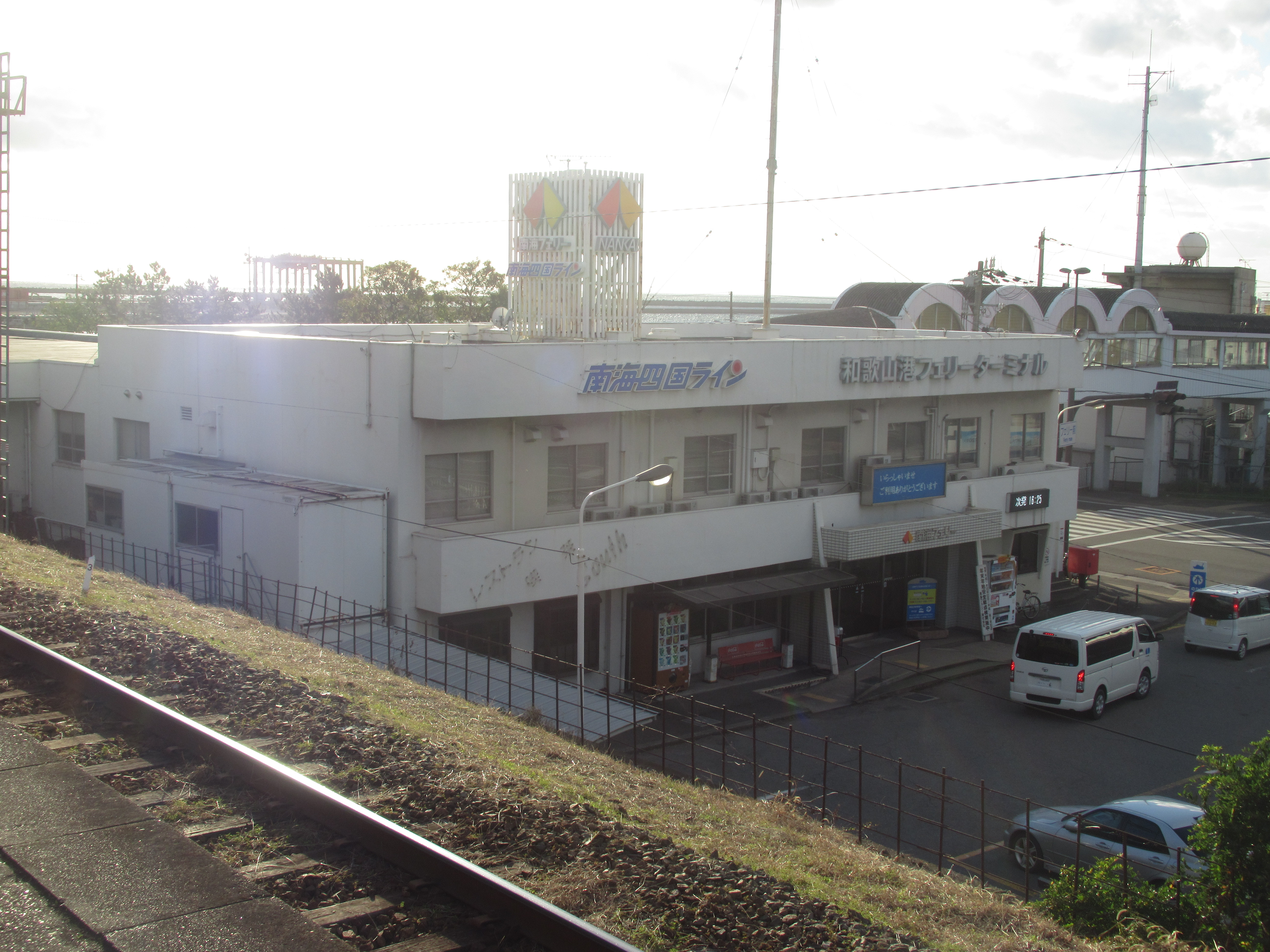
南海フェリー本社（和歌山港駅ホームより）

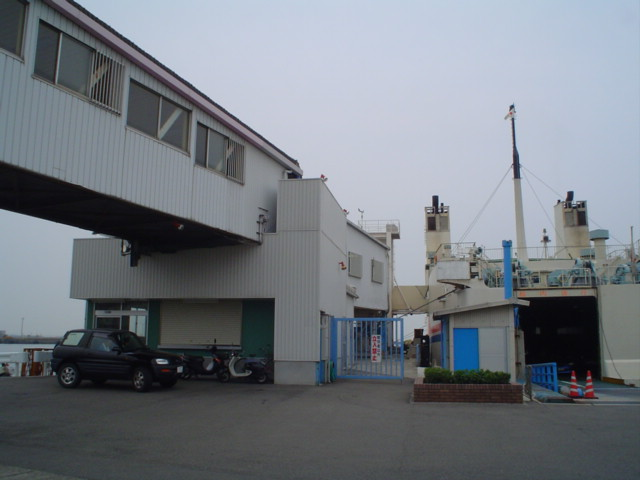
和歌山港のりば

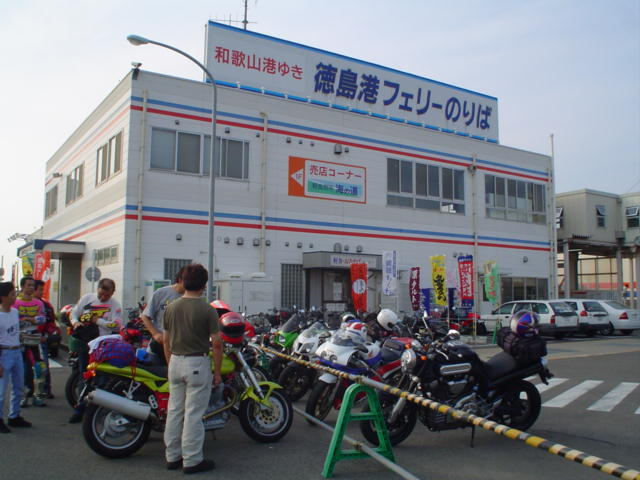
徳島港のりば

### 和歌山港のりば
- 自動車
  - 阪和自動車道 和歌山ICから15分。
- 公共交通機関
  - 南海和歌山港線 和歌山港駅直結
  - 南海和歌山市駅停留所（2番のりば）より和歌山バス（160系統）[65]、JR和歌山駅停留所（4番のりば）より和歌山バス（161系統）[66]でそれぞれ和歌山港駅停留所下車。

### 徳島港のりば
- 自動車
  - 徳島南部自動車道 徳島沖洲ICから5分。
- 公共交通機関
  - 徳島駅停留所（6番のりば）より徳島市営バス（4系統）で南海フェリー前停留所下車[67]。

## オリジナルグッズ
- テーマソングCD『海のむこうに -小さな旅立ち-』 - 同社の取締役営業部長が作詞し、宝子（シンガーソングライター、和歌山出身）が作曲と歌を担当。楽曲は船内放送で使用されているがCDは絶版。
- キーホルダー
- マグネット
- ペーパークラフト
- ジグソーパズル

## キャラクター
2011年1月、「和歌山徳島航路活性化協議会」が企画し、和歌山市在住のもえぎ若菜がデザインした、和歌山県生まれで和歌山県育ちの女子高生という設定のキャラクター「高野 きらら」（たかのきらら）が、翌2月には和歌山県生まれで徳島県育ちの女子高生という設定のキャラクター「阿波野 まい」（あわのまい）が、それぞれ発表された。この2人は幼馴染で、現在も文通などで交流を続けているという設定となっている。
それぞれの名称は発表後に行われた公募で決定された。
2012年以降はイラストレーターの大笆知子がキャラクターデザインを担当している。